# Sex- och samlevnadsundervisning
| Sex- och samlevnadsundervisning |
| --- |
| En bild från tidigt 1900-tal som illustrerar problemet med oönskade graviditeter. - Betydelse – undervisning i sexualitet och samlevnad - Bakgrund och utbredning – sedan 1955 i Sverige, varierande kvalitet i många länder - Möjligt innehåll – sexuellt umgänge, sexuell anatomi, fortplantning, könssjukdomar, preventivmedel, samtycke, samlevnad, säkrare sex, erotik, onani, olika sexualiteter |

Sex- och samlevnad, sexualundervisning, sexualkunskap, sexualupplysning, är undervisning om mänsklig sexualitet och relaterade ämnen. I olika länder eller världsdelar kan undervisningen vara mycket olika utformad. Den kan inkludera sexuellt umgänge, sexuell anatomi, människans fortplantning, könssjukdomar, preventivmedel, ansvar och rättigheter i sexuella relationer, samlevnad, säkrare sex och andra närliggande ämnen.
Rätten till kvalitativ sexualundervisning har sin grund i de mänskliga rättigheterna, då i synnerhet artikeln som fastställer rätten till tillgång till lämplig hälsoinformation. Vidare har vikten av kvalitativ sexualundervisning fastställts av flera andra FN-organ samt domstolen för mänskliga rättigheter. Dessa rättigheter har formaliserats via FN:s satsningar kring Sexuell och reproduktiv hälsa och rättigheter.

## Bakgrund
Människan är en sexuell varelse från födseln, men i samband med puberteten blir sexualiteten en viktigare del av personen. Tonåringar får förändrade intressen – alltefter deras kroppar och tankar förändras – och sexualundervisningen är ett sätt för samhället att förbereda de unga människorna för deras tonårstid och vuxna liv, med relationer och sexualitet i olika former.
Sedan #metoo-rörelsen och med den alltmer tillgängliga internetpornografin har diskussioner i många länder förts om en reformering och behovet av en breddning av ämnet. I det moderna samhället sprids sexuella eller sexualiserade budskap även via reklam, film, TV och olika sociala medier. Det innebär att barn med sen eller utan tillräcklig sexualundervisning istället kommer att få "lära" sig vad sex är från en mängd andra håll. I Sverige har den allmänna debatten om behovet lett till att skolämnet "Sex och samlevnad" 2022 getts ökad plats i schemat och samtidigt bytt namn till "Sexualitet, samtycke och relationer".

## Innehåll
Sexualundervisningen består väsentligen av information om alla aspekter av sexualiteten, vilket kan vara information om och förståelse för reproduktionen (befruktning och fosterutveckling), graviditet, födsel, amning, äktenskap, föräldraskap. Kursplanen kan också innehålla samtal kring personliga aspekter kring sexualiteten, som värderingar, sociala och samhälleliga normer och avvikanden från dem, sexuell läggning, erotik och kärleksliv och aspekter av samlevnad.
Dessutom ingår information om mänskliga kroppen och dess funktioner, mannens och kvinnans anatomi, kroppsliga förändringar under uppväxten och puberteten, metoder för att undvika oönskad graviditet och metoder för att skydda sig mot sexuellt överförbar smitta, speciellt hiv eller aids. 
Sexualundervisning kan ges i olika former, med olika etiketter. Bland dessa återfinns; Comprehensive Sexuality Education (CSE), Holistisk sexualundervisning, Livs- och levnadsundervisning, Relations- och sexundervisning (RSE), Sexundervisning, Sexualitetsundervisning och sexualitet och reproduktiv hälsa, (SRH).

## Olika åldrar
Sexualundervisning kan vara del av en ung persons lärande från en tidig ålder. Enligt Världshälsoorganisationens Europa-kontor kan man (lärare, föreläsare, förälder etc) inleda allmänna diskussioner med barn redan i 0–4 års ålder, och efter hand kan utbildningen bli allt mer utförlig och täcka fler perspektiv. Nedan listas ett antal åldersspecifika ämnen mer eller mindre relaterade till sexualiteten, enligt WHO:s åldersrekommendation: 
- 0–4 år: njutning när man berör sin egen kropp, upptäckten av den egna kroppen och av könsorganen, att fysisk närhet i regel är en normal och positiv del av livet och ett uttryck för kärlek och ömhet, vuxnas ansvar för barns trygghet, rätten att fråga om sexualitet, rätten att utforska könsidentiteter[7]
- 4–6 år: myter omkring sex, vänskap, relationer med samma eller annat kön, övergrepp, olika normer, att känslor är okej men att alla handlingar inte är det[8]
- 6–9 år: kärlek, ömhet, sex i massmedierna (inklusive Internet), sexualitetens positiva inverkan på hälsa och välmående, könssjukdomar, sexuellt våld och aggression, rätten att få uttrycka sig, barns sexuella rättigheter (information, sexualundervisning, kroppslig integritet)[9]
- 9–12 år: hygien (kring menstruation och ejakulation), förändringar i puberteten, fortplantning, preventivmedel och myter, graviditet och risker, första sexuella upplevelsen (med någon annan), sexuell läggning, olika sexuella beteenden hos unga, hur relationer skapas och hanteras, goda och mindre goda relationer, konsekvenserna av bristande jämställdhet, risker med oskyddat sex, övergrepp och hur man undviker det, sexuella rättigheter, påverkan från andra (jämnåriga, medier, pornografi, kulturen, religion…), parbildning[10]
- 12–15 år: kroppskunskap, kroppsuppfattning och kroppsmodifikationer, menscykeln, vad ungt föräldraskap innebär, problem och risker kring preventivmedel, roller och förväntningar kring sexuell upphetsning[11]
- från 15 år: psykiska förändringar, fertilitet och alternativ, olika typer av sex, sex i olika åldrar, vid funktionshinder eller sjukdom, könsskillnader, sex mot ersättning, fördjupning kring pornografi, sexuellt beroende[12]

## Olika regioner och länder

### Afrika
Innan kapplöpningen om Afrika var det, i vissa östafrikanska länder, släktingar som undervisade i sexualkunskap och då i samband med initieringsriter som hölls inför att ungdomen ingick äktenskap. Men med kolonialiseringen kom också den formella skolgången där sexualundervisningen inkluderades. Detta skapade missnöje bland befolkningen eftersom det inte ansågs lämpligt att hålla sexualundervisning vid annan tidpunkt än i samband med ingående av äktenskap.
I flyktingläger i Östra- och Södra Afrika har sexualundervisningen inriktats på att hejda den pågående aids-epidemin.

### Amerika

#### USA
I USA har skolsystemen i alla utom elva delstater någon form av sex- och samlevnadsundervisning. I de flesta fall är dock undervisningen bristfällig, och i ett antal delstater påbjuds endast avhållsamhet till 18 års ålder alternativt giftermål. Endast 13 delstater inkluderar undervisning i ämnet som måste vara medicinskt korrekt. Skolorna i nio delstater informerade, anno 2017, neutralt kring alternativa sexuella läggningar, medan skolorna i fem delstater endast tog upp ämnet negativt; resterande delstaters skolor undervisade då inte alls i HBTQ-relaterade spörsmål. Det finns också ett tydligt samband mellan delstatliga skolsystem med bristande sex- och samlevnadsundervisning och hög frekvens av både könssjukdomar bland tonåringar och tonåringar som får barn.
Metoo-rörelsen, med dess fokus på samtycke och kvinnliga rättigheter, ledde dock i slutet av 2010-talet till en reformering av sexualundervisningen i ett antal delstater. Detta gjordes trots att den dåvarande Trump-administrationen endast gav federalt stöd till sexualundervisning omkring avhållsamhet.

### Asien

#### Kina
År 2002 infördes obligatorisk sexualundervisning i kinesiska grundskolor. Det Enligt uppgifter från år 2010 förekom stora variationer mellan skolor i vad som inkluderades i utbildningen.

### Europa
Sverige var år 1955 det första europeiska land där sexualundervisning infördes som en del av läroplanen. Under 1970- och 80-talen följde flera västeuropeiska länder efter. Under 1990-talet och början av 2000-talet infördes sexualundervisning i skolan först i Frankrike och Storbritannien innan länder som Portugal, Spanien, Estland, Ukraina och Armenien följde efter. År 2003 blev sexualundervisning obligatorisk i grund- och gymnasieskolor på Irland. De flesta grunderna i sexualundervisningen har varit densamma över tid, men fokus har ändrats för att vara i linje med de utbildnings- och folkhälsoprioriteringar som gjorts. Exempelvis var fokus under 1960- och 70- talet att förhindra förhindra oavsiktlig graviditet, under 1980-talet var fokus att förebygga spridning av hiv. Under 1990-talet övergick fokus till medvetenhet om sexuella övergrepp och från år 2000 har en viktig del av undervisningen varit att förebygga sexism, homofobi och onlinemobbning. Senare har även analyser av könsnormer och ojämlikhet mellan könen blivit viktiga pelare i sexualundervisningen i Europa.

#### Frankrike
Från år 1807 fram till första världskriget dominerade den katolska moralen i den franska undervisningen. Men Freuds forskning om sexualitetens betydelse för den  enskilda människan väckte diskussion och manade till förändrade värderingar. När sedan preventivmedel godkändes i Frankrike år 1967 blev frågan om sexualundervisning en allt viktigare fråga. År 1973 skrev den franska utbildningsministern en rekommendation om att sexualundervisning bör inkluderas i skolan. Först 1985 infördes sexualundervisning som en del av läroplanen.
Skolorna har i uppdrag att lära ut 30 till 40 timmar sexualkunskap och dela ut kondomer till åttonde- och niondeklassare. I januari 2000 gick franska myndigheter ut med en stor upplysningskampanj om preventivmedel, riktad till högstadieelever, där man delade ut 5 miljoner informationsbroschyrer samt sände TV- och radioreklam.

#### Nederländerna
I Nederländerna är sexualundervisning obligatorisk på grundskolenivå sedan 2012, men redan på 1980-talet utvecklade man ett progressivt system för sexualundervisning kallat "Lan leve de liefde" ('Länge leve kärleken'). En del ser det här programmet som bidragande till att landet har den lägsta nivån på tonårsgraviditeter i Europa. Genom ett öppet samtalsklimat i samhället, kring droger, prostitution, homosexualitet och abort, är också sexualundervisningen mer explicit och allmän än i många andra länder. Nederländerna har också rankats som det tredje mest könsjämlika landet i världen.
Bland de obligatoriska delarna i skolornas sexualundervisning finns sexuell variation och personlig integritet. Vissa delar av undervisningen inleds redan i fyraårsåldern, på förskolenivå, som ett stöd för att stärka barnen i sina individuella rättigheter som människor och hur de kan kommunicera vilja och upplevelser.
I grundskolans tredje årskurs finns undervisning omkring kärlek och hur man hanterar relationer. På mellan- och högstadiet följer sedan information omkring sexuell variation, könsidentitet, kommunikation omkring sex och information om preventivmedel. Under hela grundskolan återkommer de tre grundvärdena kroppspositivism, samtycke och alla kroppsdelars lika värde.

#### Ryssland
Sexualundervisning i skolorna förbjöds i slutet på 1990-talet.
Enligt uppgifter från 2004 var sexualundervisning i Ryssland inte tillåtet för barn under 15 år. Två år senare rapporterades i tidningen Ottar att det blåser "konservativa vindar i Ryssland, vilket medför inskränkningar i kvinnors, och även mäns, sexuella rättigheter". I samma artikel skrevs att "I början av 1990-talet blev allt tillåtet på det sexuella planet. Gamla sexualmoralistiska normer och värderingar krossades, men inga nya insikter kom i dess ställe. Det fanns ingen som tog frågan på allvar och lärde ryssarna vad säker och ansvarsfull sex innebär." Samma år infördes en ny lag som begränsade icke-statliga organisationers verksamhet i landet. Då sexualundervisning i skolorna var förbjudet var det dessa organisationer som erbjöd information om säkert sex.
Den ryska presidentens barnrättskommissionär Pavel Astakhov sa 2014 att sexualundervisning aldrig kommer införas i ryska skolor, detta då det "skulle strida mot landets moral och traditioner". Han fortsatte med att påpeka att "Den bästa sexualundervisningen som finns är i själva verket rysk litteratur och litteratur i allmänhet".

#### Sverige
Från 1911 till och med 1938 var upplysning om preventivmedel förbjudet i Sverige enligt den så kallade preventivlagen. Elise Ottesen-Jensens och RFSU:s idoga arbete med sexualupplysning och preventivmedelsförsäljning var en bidragande orsak till lagens upphävande.
I Sverige har sexualkunskap varit ett obligatoriskt inslag i skolan sedan 1955. Före Lgr 11 lärdes det ofta ut i årskurs 4–6, införlivat i ämnen som biologi och historia. Fram till och med läsåret 2021–2022 hette ämnet sex och samlevnad. Ämnet är obligatoriskt i årskurserna 7–9 men kan börja undervisas redan i årskurs 4. Enligt läroplanen ska undervisningen vara en del av alla ämnen på högstadiet och ämneslärare i samtliga ämnen ska kunna undervisa i det genom kopplingar till sitt ämne. Sex och samlevnad undervisades oftast i ämnena biologi och historia.
Den 1 juli 2022, alltså från och med läsåret 2022–2023, bytte ämnet namn till sexualitet, samtycke och relationer i samtliga grundskolor och gymnasieskolor för att i högre grad inkludera frågor om samtycke och frivillighet.
De flesta föräldrar samtycker i Sverige till sexualundervisning. Klagomål som framkommer kan oftast relateras till att undervisningen inte håller tillräcklig kvalité, snarare än att det förekommer tveksamheter till ämnet ifråga. De föräldrar som är tveksamma till sexualundervisningen hänvisar oftast till religiös övertygelse (publicerat 2017).